# Giulio Marzot
Giulio Marzot (Vicenza, 16 settembre 1901 – Bologna, 1975) è stato un critico letterario italiano.

## Biografia
Nel seminario vescovile di Vicenza, sua città natale, Giulio Marzot compì i primi studi. Dopo aver conseguito la laurea in lettere, insegnò nelle scuole secondarie e poi fu libero docente di storia della letteratura italiana nell'università di Bologna.
Fu socio dell'associazione bolognese "Commissione per i testi di lingua", fondata nel 1860 con lo scopo iniziale di pubblicare e diffondere opere di scrittori italiani del Trecento e del Quattrocento e di rivalutare attraverso quei testi il patrimonio linguistico italiano.
Collaborò con saggi e studi settoriali a varie gloriose riviste letterarie, dalla crociana La Critica a Civiltà moderna, da Belfagor di Luigi Russo a Convivium, a Nuova Antologia.

## Orientamenti critici
L'attività critica di Marzot si concentra inizialmente, ma anche nella ricerca successiva, sul Seicento (L'ingegno e il genio del Seicento, 1941) e sull'Ottocento, con particolare attenzione al Verismo (Battaglie veristiche dell'Ottocento, 1941, Il Verismo, 1949, Preverismo, Verga e la generazione verghiana, 1965, e così via), senza peraltro trascurare la grande lezione dantesca (Il linguaggio biblico nella Divina Commedia , 1956, Il Foscolo dantista, 1963).
Di fatto, la sua ricerca abbraccia l'intero panorama della storia letteraria italiana: «Problemi di eredità culturali filtranti per terreni permeabili, d'età in età, da Petrarca, e dall'Umanesimo, al Manzoni, a Croce, dal naturalismo rinascimentale attraverso la rivoluzione barocca all'Arcadia e al romanticismo, hanno guidato ininterrottamente le ricerche del Marzot, e uniscono in una trama suggestiva i diversi temi delle sue ricerche.» 
Piuttosto che la definizione del valore di questa o quell'opera presa in esame, in Marzot prevale lo studio di certi climi culturali che influiscono, in misura più o meno determinante, sulla particolare «fisionomia» dell'opera medesima. 

## Opere
- L'arte del Verga, Vicenza, Istituto magistrale "Fogazzaro", 1930.
- Alfieri tragico, Firenze, Vallecchi, 1936.
- Battaglie veristiche dell'Ottocento, Milano-Messina, Principato, 1941.
- L'ingegno e il genio del Seicento, Firenze, La Nuova Italia, 1944.
- Il gran Cesarotti, Firenze, La Nuova Italia, 1946.
- Il Verismo, Milano, Marzorati, 1949.
- Gozzano, in «Belfagor», gennaio 1949, pp. 1-20.
- Un classico della Controriforma: Paolo Segneri, Palermo, Palumbo, 1950.
- La critica e gli studi di letteratura italiana, in Cinquant'anni di vita intellettuale italiana(Scritti in onore di Benedetto Croce per il suo ottantesimo anniversario, a cura di Carlo Antoni e Raffaele Mattioli), Napoli, Edizioni Scientifiche Italiane, 1950.
- L'Italia della Controriforma e la critica di Benedetto Croce, in Benedetto Croce, a cura di Francesco Flora, Milano, Malfasi, 1953.
- L'arte del ridere nella poesia del Seicento, in «Nuova Antologia», 1954, pp. 24-42.
- Il linguaggio biblico nella Divina Commedia, Pisa, Nistri-Lischi, 1956.
- Foscolo, in Letteratura italiana - I Maggiori, Milano, Marzorati, 1956.
- Cesarotti, in Letteratura italiana - I Minori, volume terzo, Milano, Marzorati, 1961.
- L'Italia letteraria durante la Controriforma, Roma, Studium, 1962.
- Il Foscolo dantista, in Studi di varia umanità in onore di Francesco Flora, Milano, Mondadori, 1963.
- Il canto XII del Purgatorio, Firenze, Le Monnier, 1963.
- Riccardo Bacchelli, in Letteratura italiana - I Contemporanei, Milano, Marzorati, 1964.
- Preverismo, Verga e la generazione verghiana, Bologna, Cappelli, 1965.
- Storia del riso leopardiano, Messina-Firenze, D'Anna, 1966.
- Opera letteraria di Roberto Braccesi, Pesaro, Ente Olivieri, 1968.
- Il decadentismo italiano, Bologna, Cappelli, 1970